# Lord Advocate
El cargo de Lord Advocate (Morair Tagraidh en escocés, y Lord Avocat en francés), también llamada abogada de Su Majestad (H.M. Advocate en inglés), es la jefa de los oficiales de Justicia de la Corona en Escocia, responsable de los casos civiles y penales que incumben a los poderes emanados del parlamento escocés.
Después de las recientes reformas constitucionales, el Lord Advocate, antiguo consejero en jefe, pasó a ser miembro del gobierno escocés, mientras que el gobierno británico es asesorado en materia de derecho escocés por quien se desempeñe en el nuevo cargo de abogado general para Escocia (Advocate-General for Scotland).
La Lord Abogada es la jefa de los procuradores de la corte de justicia escocesa, y por tanto todos los procesos judiciales son hechos en su nombre. Quien se desempeñe en este cargo es considerado uno de los grandes oficiales de Escocia, asistido por el notario general para Escocia (Solicitor-General for Scotland).
El cargo de Lord Advocate es desempeñado hoy día por la Rt Hon. Dorothy Bain KC desde el 22 de junio de 2021.

## Historia
El cargo de procurador del monarca existe desde hace mucho. El primer Lord Advocate reconocido fue Sir John Ross de Montgrenan, quien se desempeñó a partir de 1483 bajo el reinado de Jacobo III de Escocia.
De 1707 a 1998, el Lord Advocate era el consejero en jefe del gobierno británico y de la Corona en Escocia en cuanto a asuntos legales, a la vez civiles y penales, hasta la aprobación de la llamada «Scotland Act (1998)», que atribuyó la mayoría de los asuntos interiores bajo la responsabilidad del parlamento de Escocia. El gobierno británico hoy día es aconsejado en materia de derecho escocés por el abogado general para Escocia (Advocate-General for Scotland).

## Funciones
El Lord Advocate, asistido por el notario general para Escocia, está a la cabeza del servicio de Procuraduría de la Corona (Crown Office and Procurator Fiscal Service), el que gestiona el conjunto de los asuntos judiciales en Escocia.

## Rol parlamentario
Hasta la reforma de 1999, todos los Lords Advocate eran miembros del gobierno británico, a pesar de que normalmente no formaban parte del Gabinete.
Después de 1999, los Lords Advocate fueron a la vez miembros de la cámara de los Comunes y de la cámara de los Lores, para así permitirles intervenir en las discusiones. Además, la «Scotland Act (1998)» permitió al Lord Advocate y al notario general para Escocia, tanto asistir como hacer uso de la palabra en el parlamento escocés ex officio, mismo si ellos explícitamente no fueran miembros de dicho organismo.

## Lista deLords Advocate(sigloXXI)
| Imagen           | Nombre           | Duración  | Designado/a por | Procurador/a General |
| ---------------- | ---------------- | --------- | --------------- | -------------------- |
|                  | Andrew Hardie    | 1997-2000 | Donald Dewar    | Colin Boyd           |
|                  | Colin Boyd       | 2000-2006 | Donald Dewar    | Neil Davidson        |
| Elish Angiolini  | Colin Boyd       | 2000-2006 | Donald Dewar    |                      |
|                  | Elish Angiolini  | 2006-2011 | Jack McConnell  | John Beckett         |
| Frank Mulholland | Elish Angiolini  | 2006-2011 | Jack McConnell  |                      |
|                  | Frank Mulholland | 2011–2016 | Alex Salmond    |                      |
|                  | James Wolffe     | 2016-2021 | Nicola Sturgeon | Alison Di Rollo      |
|                  | Dorothy Bain     | 2021–     | Nicola Sturgeon | Ruth Charteris       |